# WTA Washington

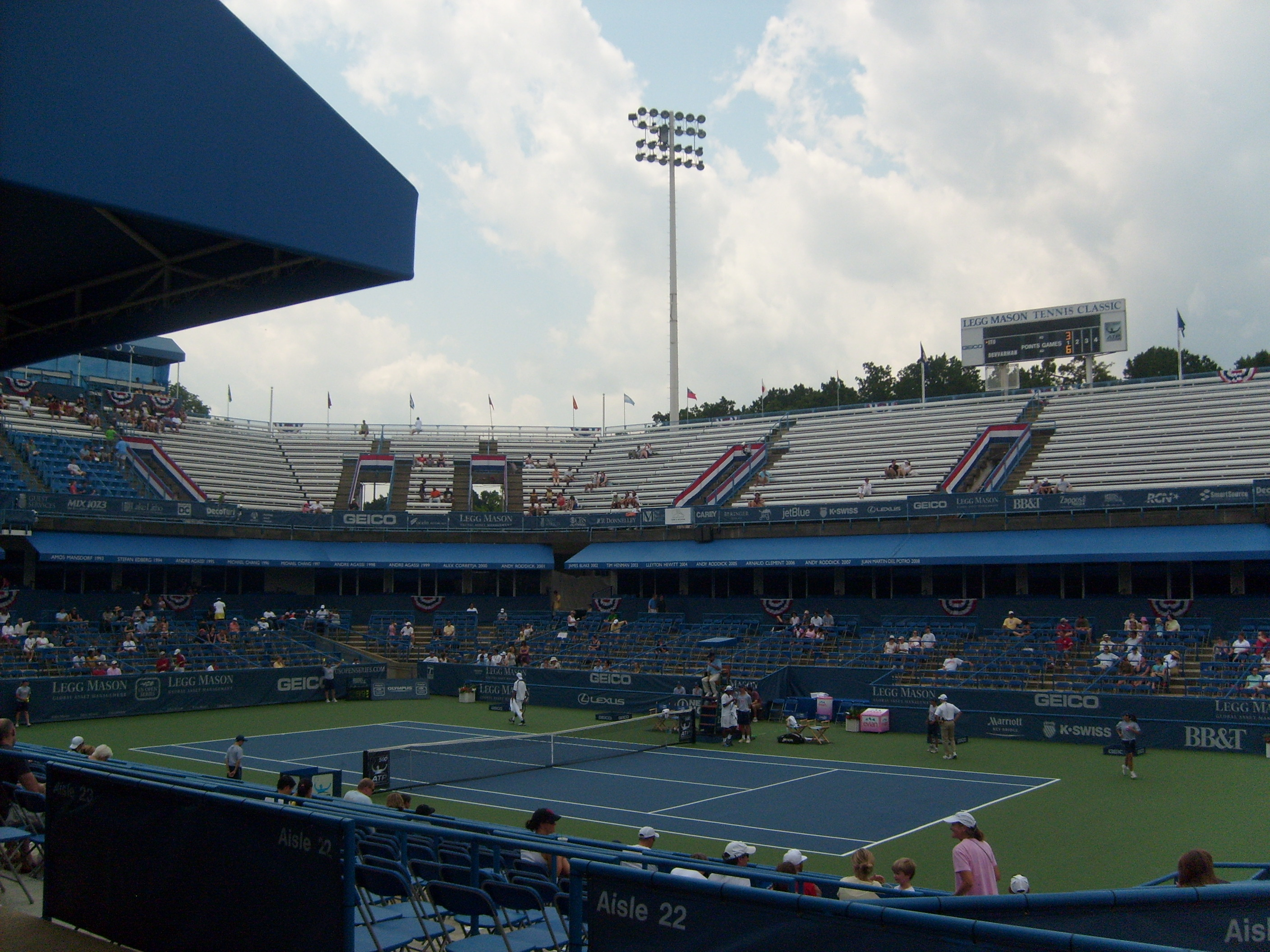
Der Hauptplatz des William H.G. FitzGerald Tennis Centers.

Das WTA-Turnier von Washington (offiziell: Mubadala Citi DC Open, bis 1991 Virginia Slims of Washington, 2012–2022 Citi Open) ist ein Tennisturnier der WTA Tour, das in Washington, D.C. ausgetragen wird.
In den Jahren 1974, 1975, 1988 und 1989 wurde in Fairfax (Virginia), einem Vorort der Hauptstadt Washington, D.C., gespielt.
2012 erhielt Washington erneut eine Turnierlizenz der WTA und erlebt damit nach einer Pause von 21 Jahren wieder professionelles Damentennis. In der Zwischenzeit wurde mit dieser Lizenz in College Park gespielt. Spielort ist das William H.G. FitzGerald Tennis Center.

## Siegerliste

### Einzel
| Jahr                                                                     | Siegerin                | Finalgegnerin                | Ergebnis       |
| ------------------------------------------------------------------------ | ----------------------- | ---------------------------- | -------------- |
| 1972                                                                     | Nancy Richey            | Chris Evert                  | 7:6, 6:2       |
| 1973                                                                     | Margaret Court          | Kerry Melville               | 6:1, 6:2       |
| 1974                                                                     | Billie Jean King        | Kerry Melville               | 6:0, 6:2       |
| 1975                                                                     | Martina Navrátilová     | Kerry Melville               | 6:3, 6:1       |
| 1976                                                                     | Chris Evert             | Virginia Wade                | 6:2, 6:1       |
| 1977                                                                     | Martina Navratilova     | Chris Evert                  | 6:2, 6:3       |
| 1978                                                                     | Martina Navratilova     | Betty Stöve                  | 7:5, 6:4       |
| 1979                                                                     | Tracy Austin            | Martina Navratilova          | 6:3, 6:2       |
| 1980 und 1981 fanden in Landover die WTA Series Championships statt.     |                         |                              |                |
| 1982                                                                     | Martina Navratilova     | Anne Smith                   | 6:2, 6:3       |
| 1983                                                                     | Martina Navratilova     | Sylvia Hanika                | 6:1, 6:1       |
| 1984                                                                     | Hana Mandlíková         | Zina Garrison                | 6:1, 6:1       |
| 1985                                                                     | Martina Navratilova     | Manuela Maleewa              | 6:3, 6:2       |
| 1986                                                                     | Martina Navratilova     | Pam Shriver                  | 6:1, 6:4       |
| 1987                                                                     | Hana Mandlíková         | Barbara Potter               | 6:4, 6:2       |
| ↓ Kategorie: Tier II ↓                                                   |                         |                              |                |
| 1988                                                                     | Martina Navratilova     | Pam Shriver                  | 6:0, 6:2       |
| 1989                                                                     | Steffi Graf             | Zina Garrison                | 6:1, 7:5       |
| 1990                                                                     | Martina Navratilova     | Zina Garrison                | 6:1, 6:0       |
| 1991                                                                     | Arantxa Sánchez Vicario | Katerina Maleewa             | 6:2, 7:5       |
| 1992–2011 fand in Washington kein WTA-Turnier statt!                     |                         |                              |                |
| ↓ Kategorie: International ↓                                             |                         |                              |                |
| 2012                                                                     | Magdaléna Rybáriková    | Anastassija Pawljutschenkowa | 6:1, 6:1       |
| 2013                                                                     | Magdaléna Rybáriková    | Andrea Petković              | 6:4, 7:62      |
| 2014                                                                     | Swetlana Kusnezowa      | Kurumi Nara                  | 6:3, 4:6, 6:4  |
| 2015                                                                     | Sloane Stephens         | Anastassija Pawljutschenkowa | 6:1, 6:2       |
| 2016                                                                     | Yanina Wickmayer        | Lauren Davis                 | 6:4, 6:2       |
| 2017                                                                     | Jekaterina Makarowa     | Julia Görges                 | 3:6, 7:62, 6:0 |
| 2018                                                                     | Swetlana Kusnezowa      | Donna Vekić                  | 4:6, 7:67, 6:2 |
| 2019                                                                     | Jessica Pegula          | Camila Giorgi                | 6:2, 6:2       |
| Aufgrund der COVID-19-Pandemie fanden 2020 und 2021 keine Turniere statt |                         |                              |                |
| ↓ Kategorie: 250 ↓                                                       |                         |                              |                |
| 2022                                                                     | Ljudmila Samsonowa      | Kaia Kanepi                  | 4:6, 6:3, 6:3  |
| ↓ Kategorie: 500 ↓                                                       |                         |                              |                |
| 2023                                                                     | Coco Gauff              | Maria Sakkari                | 6:2, 6:3       |
| 2024                                                                     | Paula Badosa            | Marie Bouzková               | 6:1, 4:6, 6:4  |
| 2025                                                                     | Leylah Fernandez        | Anna Kalinskaja              | 6:1, 6:2       |

### Doppel
| Jahr                                                                     | Siegerinnen                          | Finalgegnerinnen                        | Ergebnis          |
| ------------------------------------------------------------------------ | ------------------------------------ | --------------------------------------- | ----------------- |
| 1972                                                                     | Wendy Overton Valerie Ziegenfuss     | Judy Tegart Françoise Dürr              | 7:5, 6:2          |
| 1973                                                                     | Rosie Casals Julie Heldman           | Kerry Harris Kerry Melville             | 6:3, 6:3          |
| 1974                                                                     | Billie Jean King Betty Stöve         | Françoise Dürr Kerry Harris             | 6:1, 6:7, 7:5     |
| 1975                                                                     | Françoise Dürr Betty Stöve           | Helen Gourlay Kerry Melville            | 6:3, 6:4          |
| 1976                                                                     | Olga Morosowa Virginia Wade          | Wendy Overton Mona Schallau             | 7:6, 6:2          |
| 1977                                                                     | Martina Navratilova Betty Stöve      | Kristien Kemmer Valerie Ziegenfuss      | 7:5, 6:2          |
| 1978                                                                     | Billie Jean King Martina Navratilova | Betty Stöve Wendy Turnbull              | 6:3, 7:5          |
| 1979                                                                     | Mima Jaušovec Virginia Ruzici        | Sharon Walsh Renée Richards             | 4:6, 6:2, 6:4     |
| 1980 und 1981 fanden in Landover die WTA Series Championships statt.     |                                      |                                         |                   |
| 1982                                                                     | Kathy Jordan Anne Smith              | Martina Navratilova Pam Shriver         | 6:2, 3:6, 6:1     |
| 1983                                                                     | Martina Navratilova Pam Shriver      | Kathy Jordan Anne Smith                 | 4:6, 7:5, 6:3     |
| 1984                                                                     | Barbara Potter Sharon Walsh          | Leslie Allen Anne White                 | 6:1, 6:7, 6:2     |
| 1985                                                                     | Gigi Fernández Martina Navratilova   | Claudia Kohde-Kilsch Helena Suková      | 6:3, 3:6, 6:3     |
| 1986                                                                     | Martina Navratilova Pam Shriver      | Claudia Kohde-Kilsch Helena Suková      | 6:3, 6:4          |
| 1987                                                                     | Elise Burgin Pam Shriver             | Zina Garrison Lori McNeil               | 6:1, 3:6, 6:4     |
| ↓ Kategorie: Tier II ↓                                                   |                                      |                                         |                   |
| 1988                                                                     | Martina Navratilova Pam Shriver      | Gabriela Sabatini Helena Suková         | 6:3, 6:4          |
| 1989                                                                     | Betsy Nagelsen Pam Shriver           | Natallja Swerawa Laryssa Sawtschenko    | 6:2, 6:3          |
| 1990                                                                     | Zina Garrison Martina Navratilova    | Ann Henricksson Dinky Van Rensburg      | 6:0, 6:3          |
| 1991                                                                     | Jana Novotná Laryssa Sawtschenko     | Gigi Fernández Natallja Swerawa         | 5:7, 6:1, 7:610   |
| 1992–2011 fand in Washington kein WTA-Turnier statt!                     |                                      |                                         |                   |
| ↓ Kategorie: International ↓                                             |                                      |                                         |                   |
| 2012                                                                     | Shūko Aoyama Chang Kai-chen          | Irina Falconi Chanelle Scheepers        | 7:5, 6:2          |
| 2013                                                                     | Shūko Aoyama Wera Duschewina         | Eugenie Bouchard Taylor Townsend        | 6:3, 6:3          |
| 2014                                                                     | Shūko Aoyama Gabriela Dabrowski      | Hiroki Kuwata Kurumi Nara               | 6:1, 6:2          |
| 2015                                                                     | Belinda Bencic Kristina Mladenovic   | Lara Arruabarrena Vecino Andreja Klepač | 7:5, 7:67         |
| 2016                                                                     | Monica Niculescu Yanina Wickmayer    | Shūko Aoyama Risa Ozaki                 | 6:4, 6:3          |
| 2017                                                                     | Shūko Aoyama Renata Voráčová         | Eugenie Bouchard Sloane Stephens        | 6:3, 6:2          |
| 2018                                                                     | Han Xinyun Darija Jurak              | Alexa Guarachi Erin Routliffe           | 6.3, 6:2          |
| 2019                                                                     | Cori Gauff Catherine McNally         | Maria Sanchez Fanny Stollár             | 6:2, 6:2          |
| Aufgrund der COVID-19-Pandemie fanden 2020 und 2021 keine Turniere statt |                                      |                                         |                   |
| ↓ Kategorie: 250 ↓                                                       |                                      |                                         |                   |
| 2022                                                                     | Jessica Pegula Erin Routliffe        | Anna Kalinskaja Catherine McNally       | 6:3, 5:7, [12:10] |
| ↓ Kategorie: 500 ↓                                                       |                                      |                                         |                   |
| 2023                                                                     | Laura Siegemund Wera Swonarjowa      | Alexa Guarachi Monica Niculescu         | 6:4, 6:4          |
| 2024                                                                     | Asia Muhammad Taylor Townsend        | Jiang Xinyu Wu Fang-hsien               | 7:60, 6:3         |
| 2025                                                                     | Taylor Townsend Zhang Shuai          | Caroline Dolehide Sofia Kenin           | 6:1, 6:1          |